# Министерство культуры Бразилии

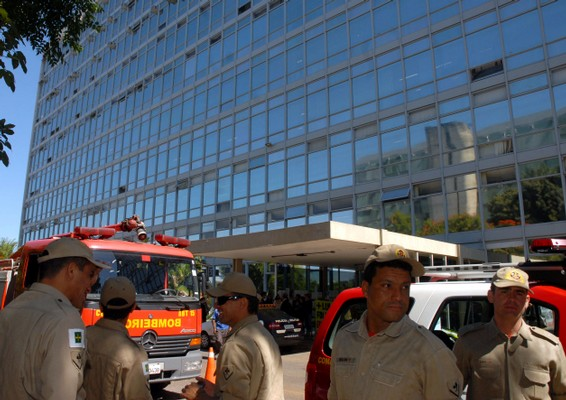
25 мая 2007 года, пожарные у Мин культуры после сообщения о бомбе в здании

Министерство культуры Бразилии было создано 15 марта 1985 г. Указом № 91144 в правительстве Жозе Сарни. До этого задачи министерства находились в ведении Министерства образования, с 1953 по 1985 гг. называлось Министерством образования и культуры. Министерство культуры отвечает за литературу, искусство, фольклор и другие формы выражения национальной культуры и исторической, археологической, художественной и культурной жизни Бразилии.

## Связанные учреждения
- Бразильское кино
- Национальный совет по культурной политике
- Мультимедийно-технический центр
- Институт исторического и художественного наследия
- Национальное агентство кино
- Фонд Каса-де Руй Барбоза
- Национальный художественный фонд

## Культурный комплекс Бразилии
Культурный комплекс Министерства культуры предоставляет бесплатный показ культурных достопримечательностей на выставках и показы фильмов. Он открыт ежедневно с понедельника по пятницу, а в исключительных случаях, по некоторым выходным. Предоставляется в свободное пользование деятелям культуры и искусства в некоммерческих целях.